# Diorama-Museum „Kursker Schlacht. Gebiet Belgorod“

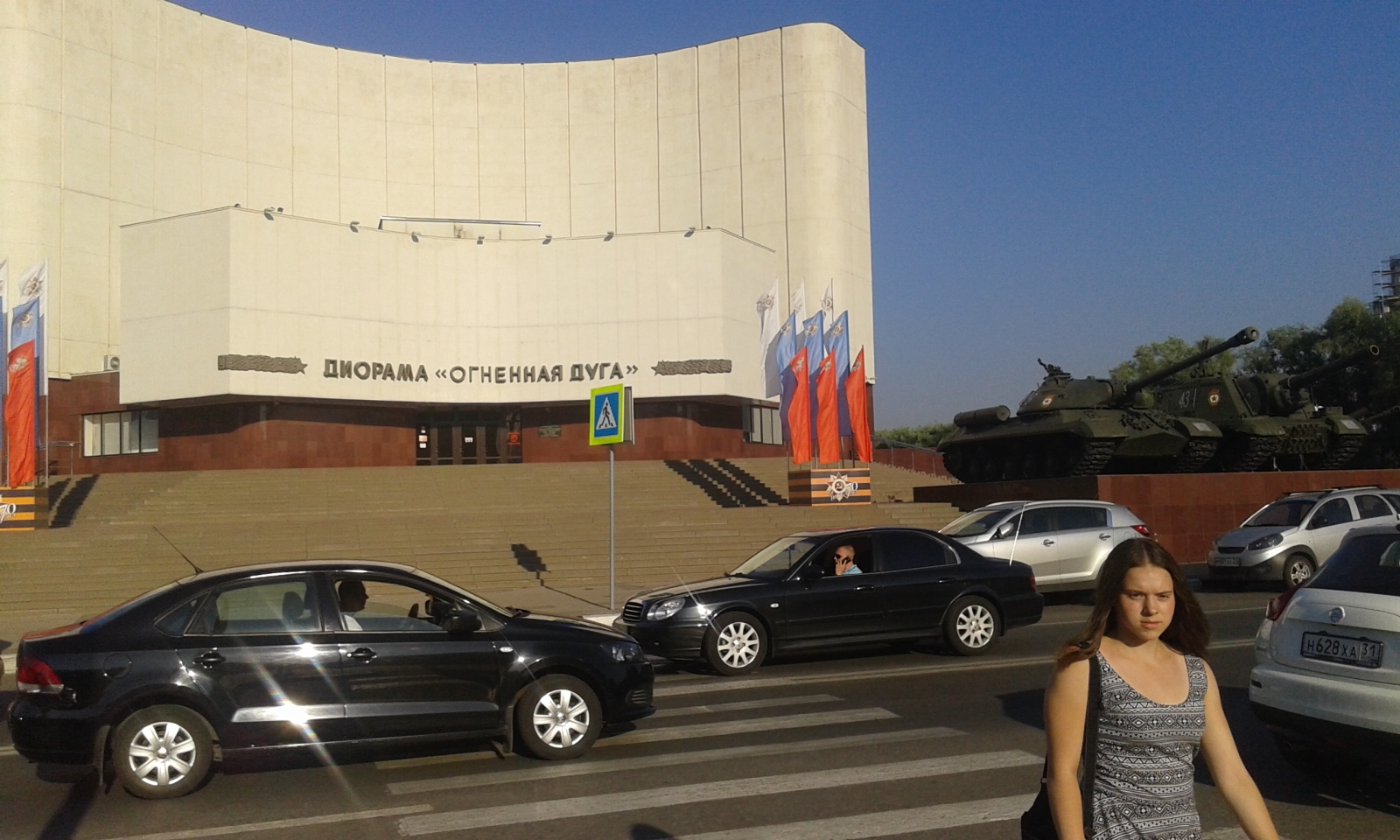

Das Diorama-Museum „Kursker Schlacht. Gebiet Belgorod“ (russisch Музей-диорама «Курская дуга. Белгородское направление») ist das meistbesuchte Museum von Belgorod. Es ist der Panzerschlacht bei Prochorowka gewidmet.

## Geschichte
Der Bau des Museums am Ufer des Flusses Wesjolka begann im Dezember 1984 und wurde im November 1985 beendet. Am 9. Mai 1985 wurde der „Ausstellungsraum des Kampfruhms“ eröffnet, in dem eine temporäre Fotoausstellung untergebracht wurde.
Nach den feierlichen Veranstaltungen wurde das Museum geschlossen, um die Bau- und Kunstwerke für die Schaffung einer Leinwand und eines thematischen Dioramaplans zu vervollständigen. Das Diorama-Museum wurde am 4. August 1987 eröffnet. Am 4. August 1993 wurde im Museum die ständige Ausstellung Verbrannte Erde eröffnet.
In den Jahren 2007–2008 wurden in der Ausstellung Stände mit Präsentationen über militärische Themen installiert (Kräfte und Zusammensetzung der kriegsführenden Parteien, detaillierte Biographien der Kommandanten und Teilnehmer, vollständige Charakterisierung der Waffen und Munition der Beteiligten, Ideologie und das Alltagsleben der Teilnehmer der Kriegshandlungen) und das elektronische „Gedächtnisbuch“ mit Zugang zur Webseite Memorial (Gedenkstätte) des russischen Verteidigungsministeriums.

## Bauwerk
Das Museumsgebäude ist in Form eines Bogens auf einem hohen Sockel ausgeführt. Im Jahre 2008 wurde das Museumsgebäude grundlegend renoviert.

## Ausstellung der militärischen Ausrüstung
Auf der Ausstellungsfläche im Freien sind technisches Gerät und Waffen der Roten Armee im „Vaterländischen Krieg“ 1941–1945 ausgestellt, darunter Panzer T-34-85, IS-2, IS-3, vollmechanisierte Artillerieanlagen СУ-100, СУ-152; 60-mm-Granatwerfer (MT-13), Regimentskanone ПА-27, Haubitze 122 mm, ein in den Kriegsjahren besonders gefürchteter Raketenwerfer БМ-13 („Katjuscha“) und das Flugzeugmodell ЛА-7.
Keines von den ausgestellten Schaustücken hat an der Schlacht von Kursk teilgenommen. Es handelt sich um militärische Ausrüstung, die allesamt erst nach dem August 1943 in Dienste gestellt wurden.

## Ausstellungsfläche
Die Ausstellungsfläche beträgt 1280,9 m², die Fläche für temporäre Ausstellungen 124 m².

## Diorama
Das Diorama Panzerschlacht bei Prochorowka ist das größte Diorama in Russland. Die Grundlage des künstlerischen Plans ist die Panzerschlacht bei Prochorowka am 12. Juli 1943.
Das Diorama ist von einer kreativen Gruppe Schlachtenmaler des Studios Grekow erstellt worden, den Volkskünstlern R. Fed, N. But, G. Sewostjanow und W. Schtscherbakow.
Die Diorama-Leinwandfläche beträgt 1005 m² (Länge 67 m, Höhe 15 m). Zwischen dem Bild und der Aussichtsplattform befindet sich das Gelände-Reliefmodell (Fachdisposition), das über 500 m² einnimmt.
Die Künstler haben Ereignisse reproduziert, die von der Höhe in 252,2 m zu beobachten sind. Der Zuschauer hat einen Blick auf den Kampf der 5. Garde-Panzer-Armee und auf die Kampfordnung des 29. Panzerkorps.

## Weiteres
Am 28. Juli 2009 hat das Verlag- und Handelszentrum Marka für die Russische Post eine Auflage von zehntausend Exemplaren einer Postkarte mit dem Buchstaben „B“ Nr. 173-K-2009 veröffentlicht, in der das Diorama-Museum Die Schlacht von Kursk. Gebiet Belgorod dargestellt ist. Auf der Karte steht „Mit den Wünschen des Friedens und des Glücks aus Belgorod – der Stadt des militärischen Ruhms.“ Der Fotograf war W. Botschkarew, der Designer D. Tschusowitina.